# Elatine lindbergii
Elatine lindbergii là một loài thực vật có hoa trong họ Elatinaceae. Loài này được Rohrb. mô tả khoa học đầu tiên năm 1872.